# Julius LeBlanc Stewart
Pour les articles homonymes, voir Leblanc et Stewart.
Julius LeBlanc Stewart, né le 6 septembre 1855 à Philadelphie (Pennsylvanie, États-Unis) et mort le 4 janvier 1919 à Paris, est un peintre américain.
C'est John Singer Sargent, un autre peintre américain vivant alors à Paris, qui le surnomma « le Parisien de Philadelphie ».

## Biographie
Son père, le millionnaire du sucre William Hood Stewart, quitte Philadelphie, et vient en 1865 s'installer à Paris, avec femmes et enfants. Il y est vite remarqué parmi les  collectionneurs d'art, et devient l'un des premiers mécènes de Marià Fortuny et des artistes de Barbizon.
Adolescent, Julius étudie à l'École des Beaux-Arts de Paris, avec Jean-Léon Gérôme,
et sera un des élèves de Raymondo de Madrazo
La richesse acquise par son père permet à Julius et sa famille de vivre dans le luxe et Julius peut peindre ce qu'il veut, souvent de grands portraits de groupe. Le premier, After the Wedding (1880, collection de l'université Drexel), dépeint son frère et sa belle sœur, Charles et Mae, en partance pour leur lune de miel. Mae était la fille d'Anthony J. Drexel, le financier fondateur et mécène de l'université. Les portraits de groupe ultérieurs représentent ses amis — actrices, célébrités, aristocrates — et souvent lui-même quelque part dans la foule.
Il expose au Salon, de 1878 au début du XXe siècle.
Il aide à organiser la section "Americans in Paris" du Salon de 1894. Sa toile Le baptême, actuellement au  Los Angeles County Museum of Art, peinte en 1892), montre la famille Vanderbilt rassemblée. Elle a été présentée à l'Exposition mondiale de 1893 à Chicago et a été applaudie à l'Exposition internationale de Berlin de 1895.
À la fin de sa vie, il peint quelques de sujets religieux mais reste essentiellement connu aujourd'hui pour ses nus
,
et ses portraits de la "société" de la Belle Époque.
Chevalier de la Légion d'honneur, il en est promu officier en 1901.

## Œuvres
- Nemours, Château-Musée : Jeune femme nue dans un sous-bois, 1905, huile sur toile[4].

Œuvres de Julius LeBlanc Stewart
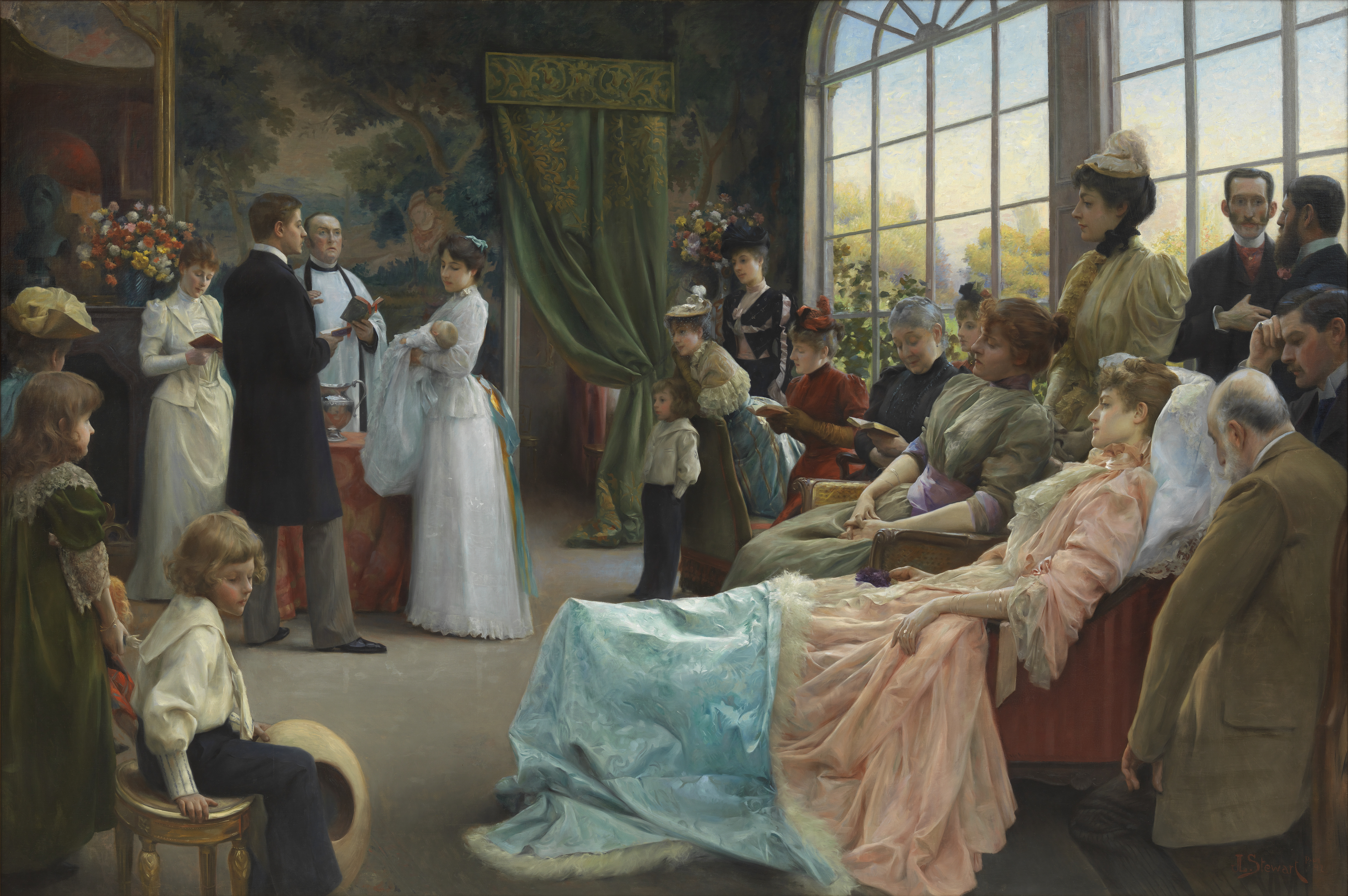
Le Baptême (1892), musée d'Art du comté de Los Angeles.
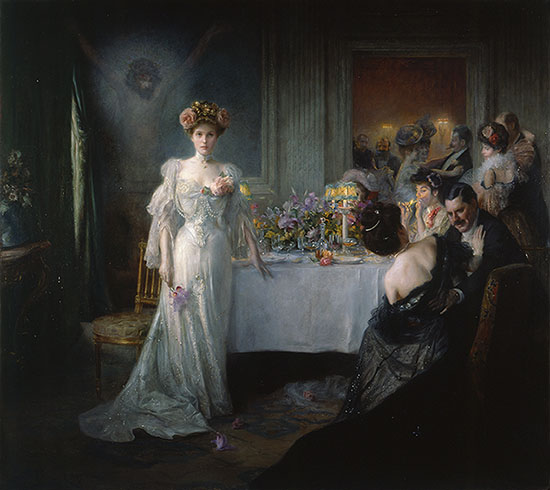
Rédemption (1895), Centre national des arts plastiques, en dépôt à Roubaix, La Piscine.
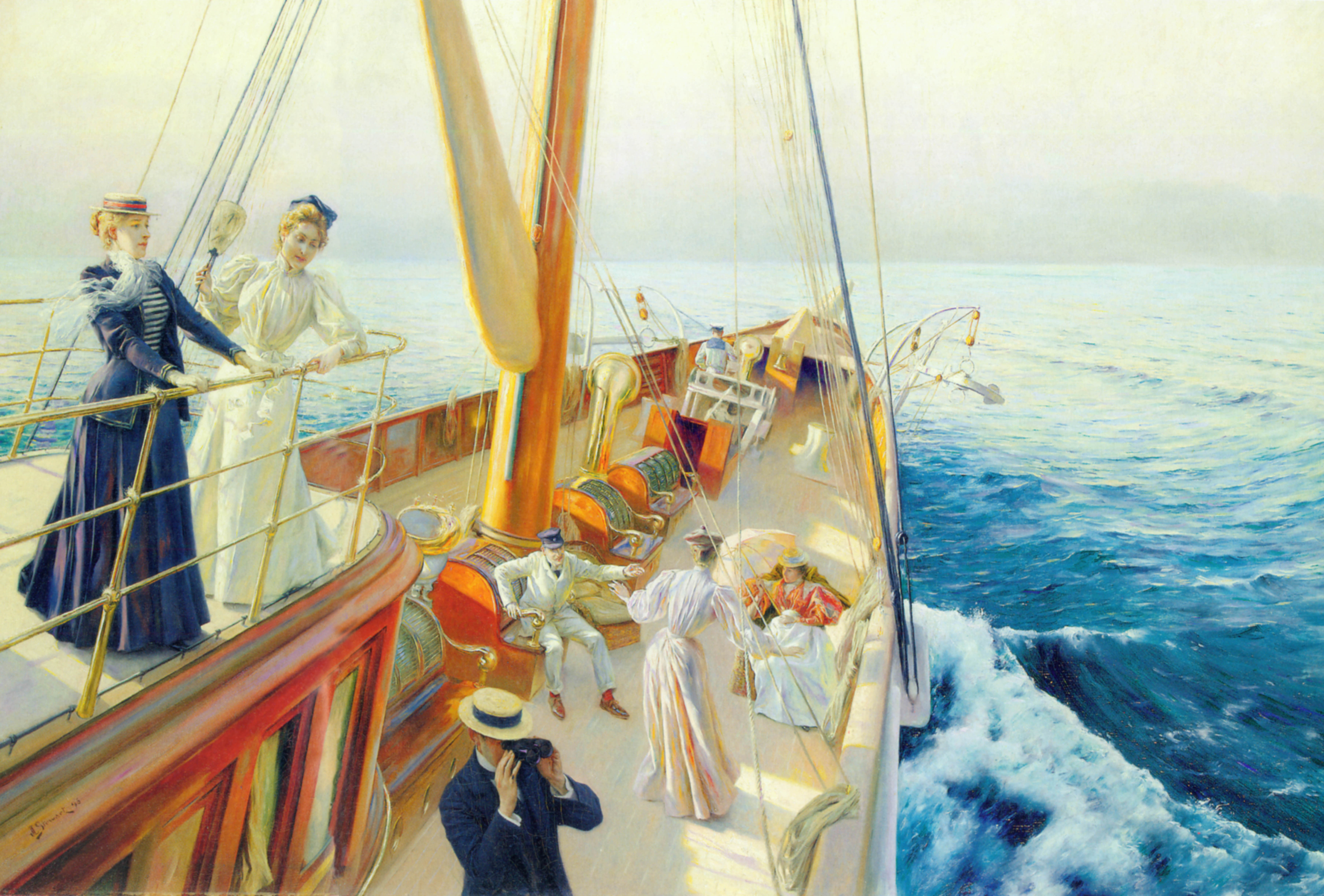
Yachting in the Mediterranean (1896), Richmond, musée des Beaux-Arts de Virginie.
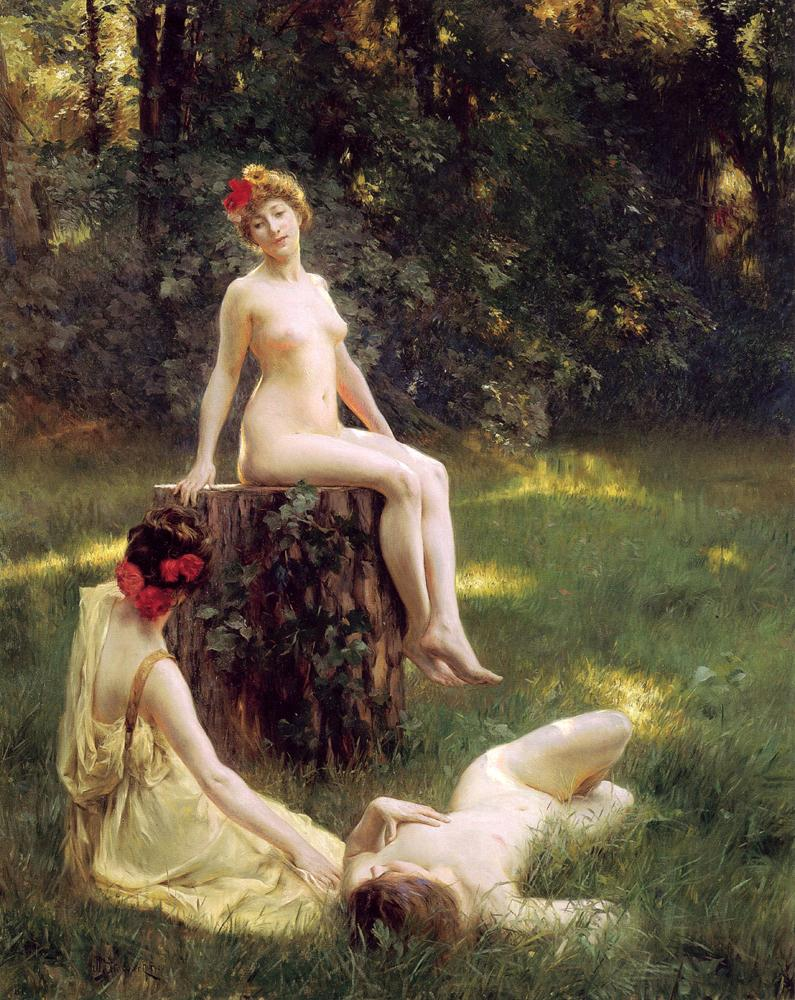
La Clairière (1900), Detroit Institute of Arts.
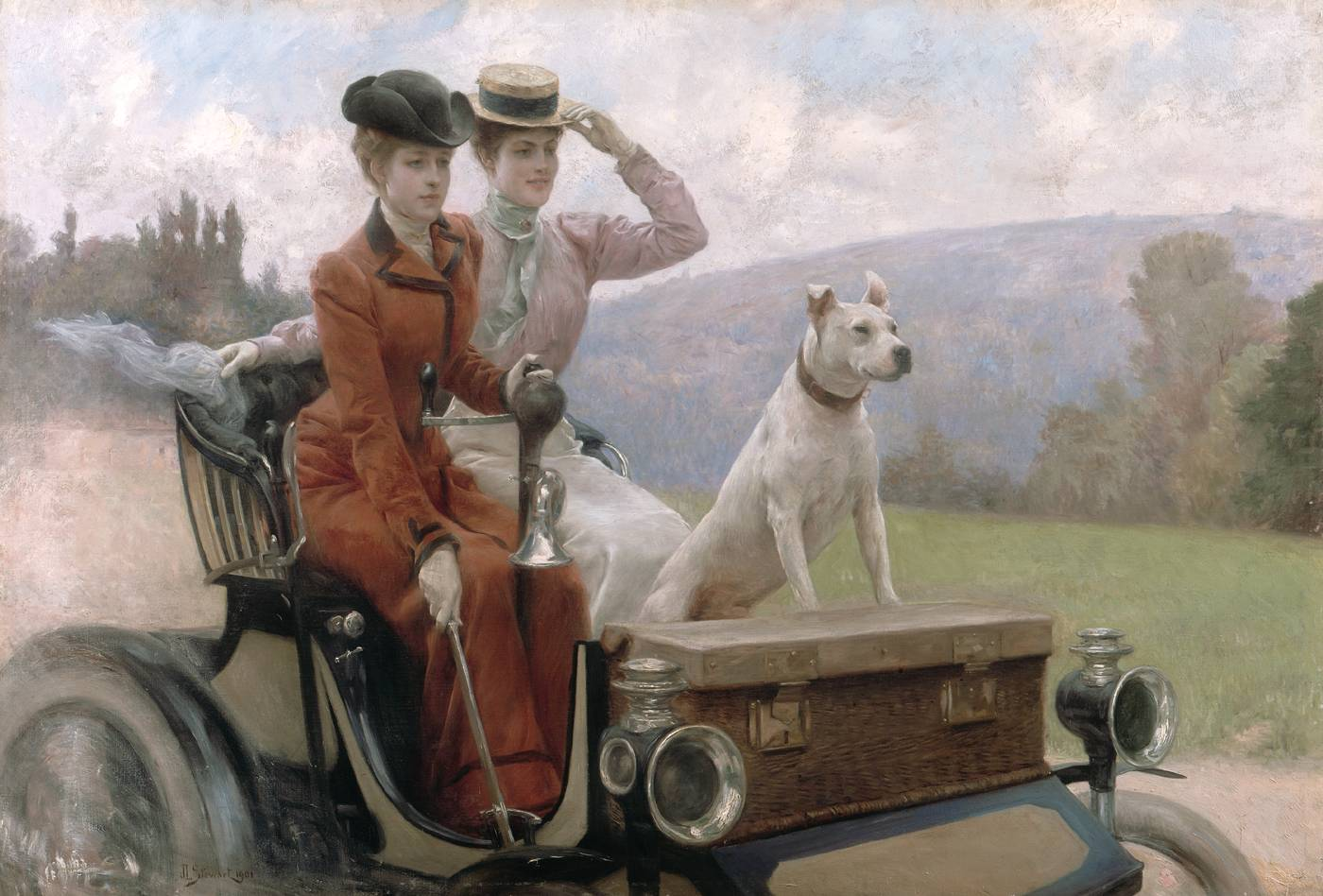
Les Dames Goldsmith au bois de Boulogne en 1897 sur une voiturette (1901), Compiègne, musée national de la Voiture et du Tourisme.
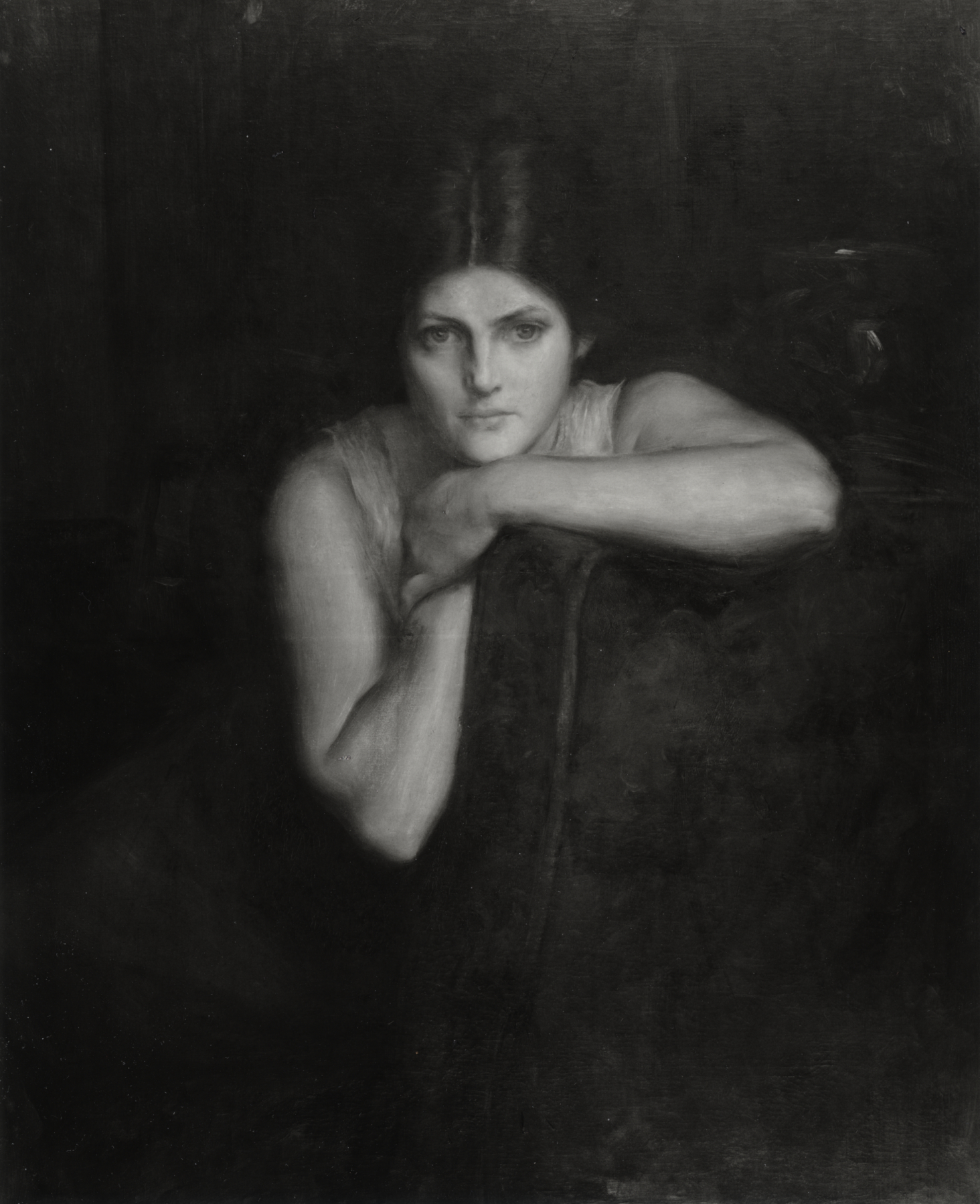
Étude de Juliette (1905), Baltimore, Walters Art Museum.

Œuvres attribuées à Julius LeBlanc Stewart
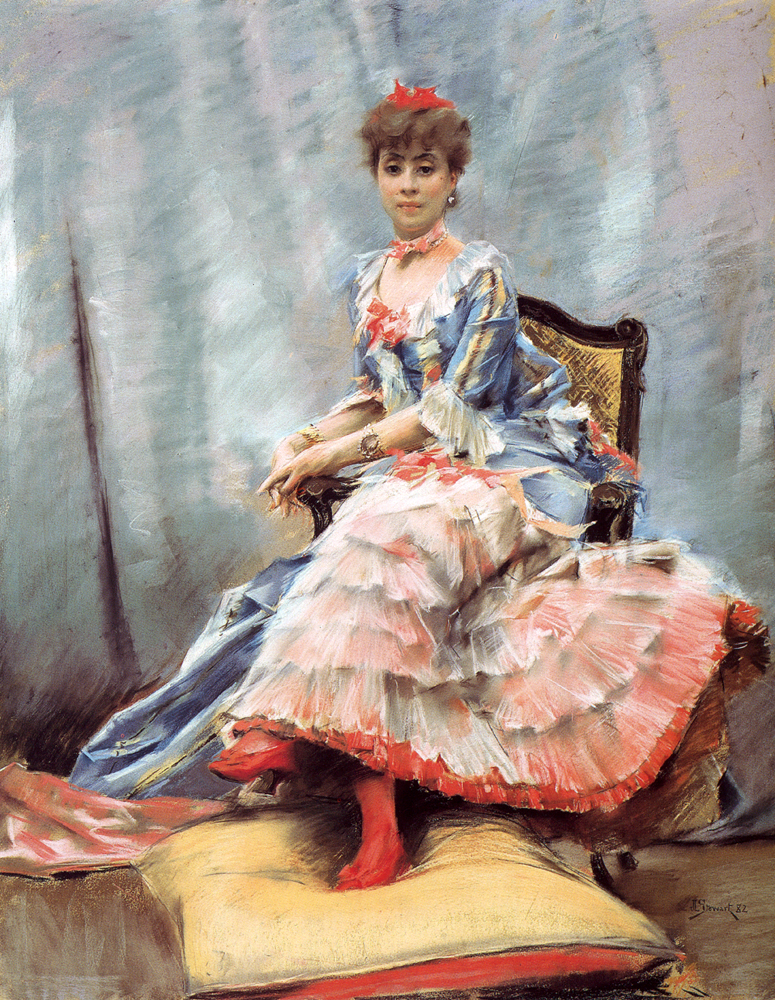
Portrait de Laure Hayman (1882), localisation inconnue.
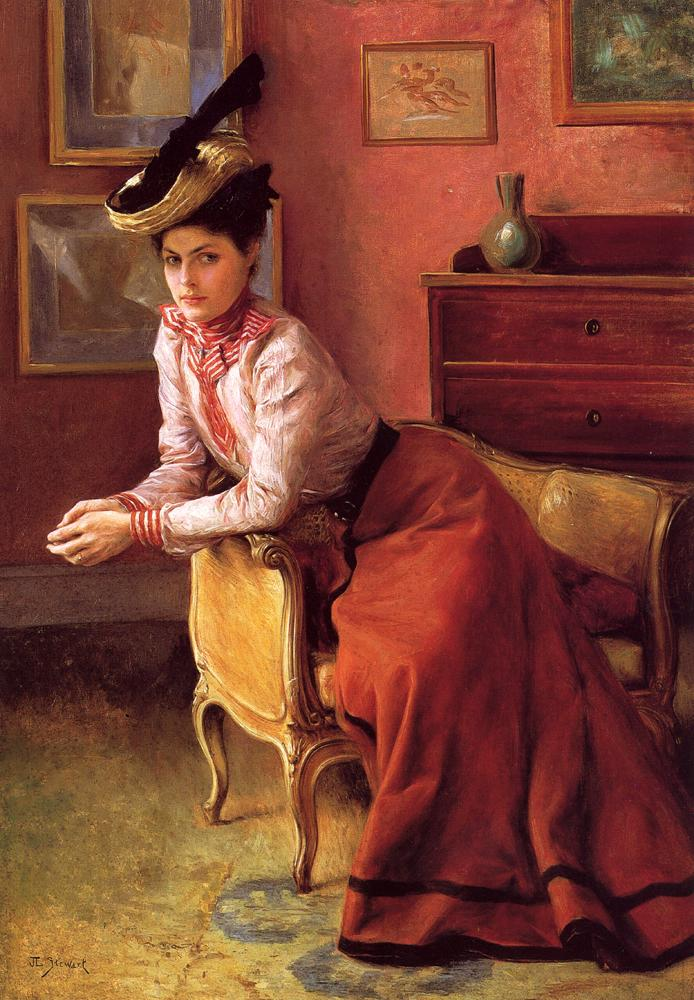
Élégante au sofa (1895), localisation inconnue.
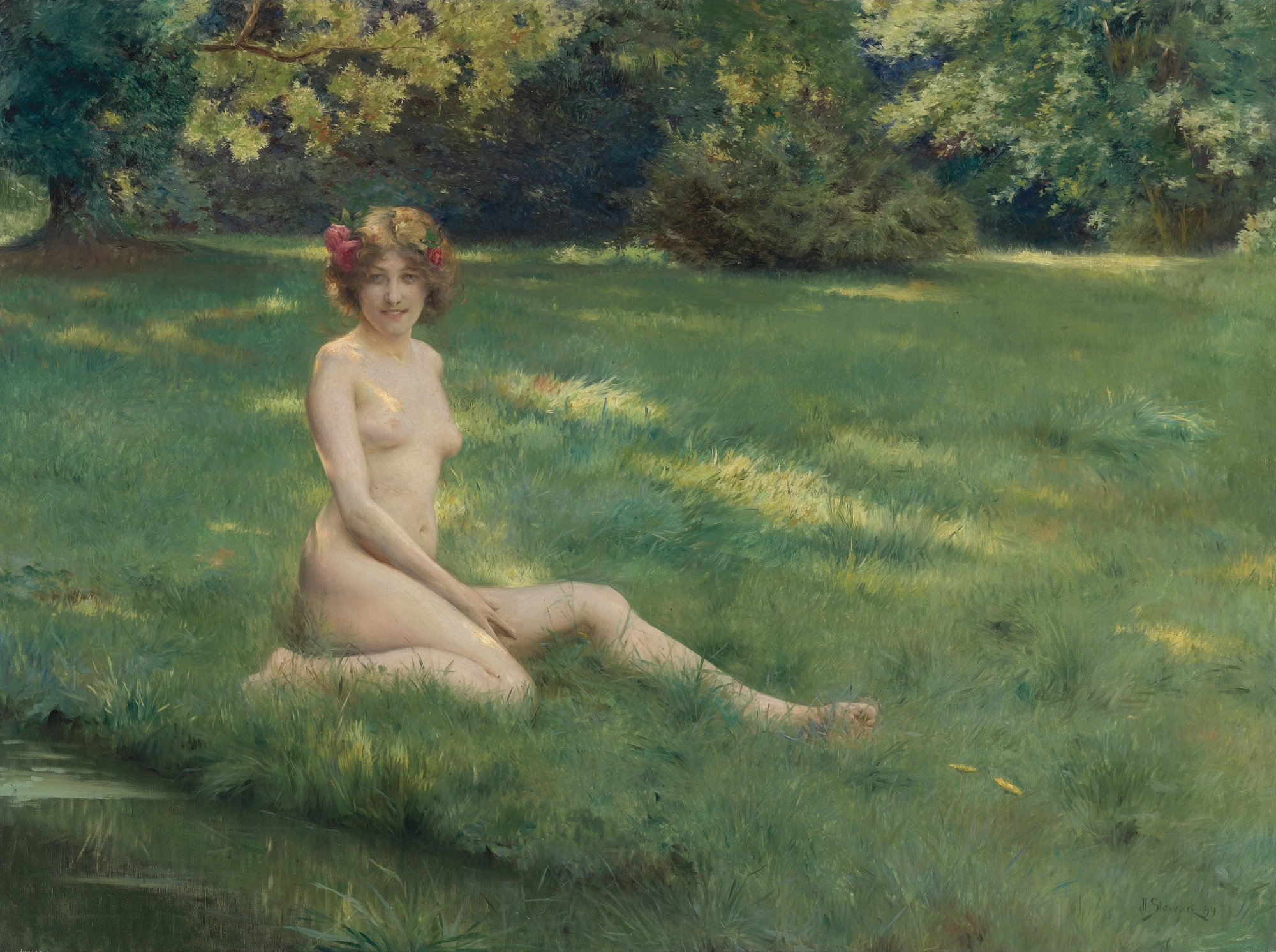
Un nu sur la pelouse (La Rieuse) (1899), localisation inconnue.
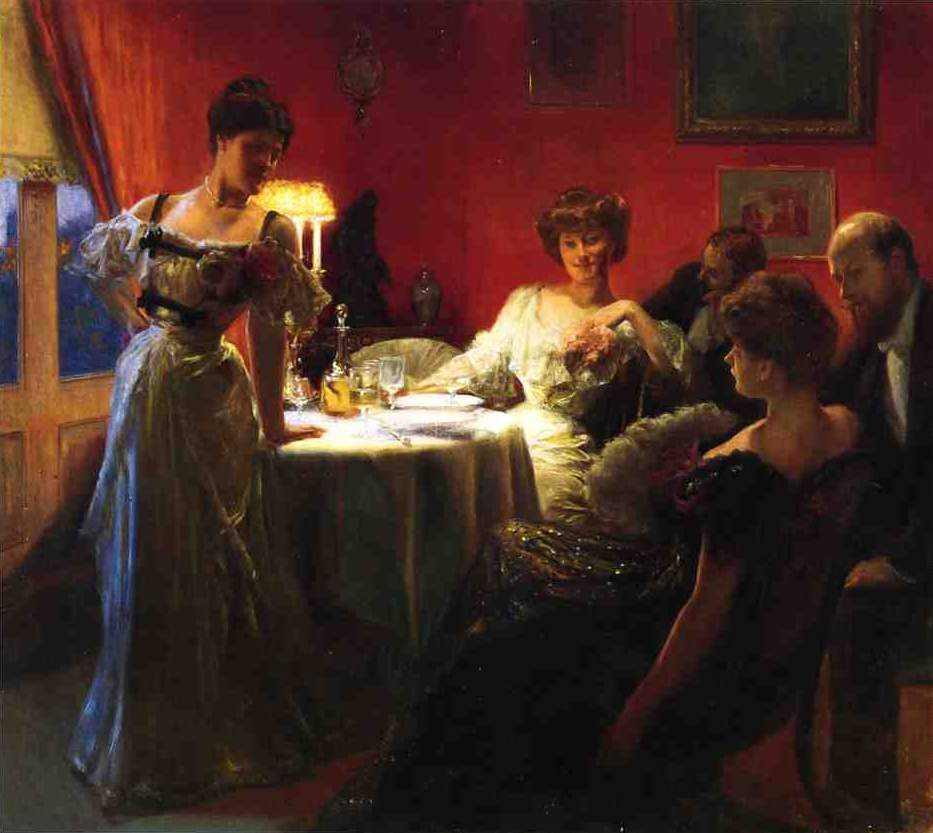
A Supper Party (1903), localisation inconnue.